# Stylidium gloeophyllum
Stylidium gloeophyllum este o specie de plante dicotiledonate din genul Stylidium, familia Stylidiaceae, ordinul Asterales, descrisă de Wege. Conform Catalogue of Life specia Stylidium gloeophyllum nu are subspecii cunoscute.